# ブーシュカ (ゲーム)
ブーシュカ(Booshuka)は、サイバーエージェントが携帯電話端末用に提供していたブラウザゲーム。2009年9月13日サービス開始、2022年7月21日サービス終了。
ゲームで遊ぶには、Amebaのアカウントが必要となる。mixiでの利用も可能になった。なお、横浜市のアトリエ・シエスタがこのゲームのサービス開始以前から発売している人形のブーシュカとは無関係である。

## 概要
ブーシュカはブタの俗称である「ブー」とマトリョーシカを掛け合わせた造語である。キャラクターはブタの表情をしているものの、手の平サイズという設定で小さく、常時直立で飛び跳ねながら行動する。下記に述べるとおり、ゲームを行う時の諸動作は比較的平易であり、また見た目がブタということもあって敷居の低いところが特徴である。ゲーム開始にあたり、プレーヤー（ユーザー）はブーシュカにAmebaのハンドルネームとは別の名称をつける。
2014年1月24日に同年3月でのサービス終了予定が告知されたが、その後利用者からのサービス継続を望む意見が多数集まったことから、同年2月6日に一転してサービス継続が決定した。しかし、2022年2月24日に同年7月21日をもってサービス終了することが発表された。

## ゲームの進行
プレーヤーの基本動作としては、「いじり」、「おやつ」、「えづけ」の3つがある。
「いじり」、「えづけ」時にはどのプレーヤーが行ったのか表示されるようになっているが、コメント欄も設けられていてあいさつや近況などを記してプレーヤー間の情報交換や交流を進めることができる。なお、コメント欄はプレーヤーの判断で閉鎖することも可能である。

### いじり
一番の基本動作であり、これをプレーヤーのブーシュカ（マイブーシュカ）に続けて行うとマイブーシュカの機嫌が良くなり、最高レベルまで上げることができる他、おやつのアイテム（プリン）が貰えたり、後述の「技」を覚えたりすることもある。また、「いじり」の動作を終えるごとに概ね10～17ポイントが付与される。他のブーシュカをいじることもでき、「えづけ」のアイテム（「ごはん」又は「おにぎり」）をもらえることがあるが、マイブーシュカと異なりポイントの付与はなく、機嫌の改善も中程度にとどまる。
通常の「いじり」の他、アイテムを利用した「いじり」も可能であり、アイテムを利用するとポイントがより多く付与される他、「技」を覚えることが容易になることがある。なお、アイテムは累積したポイントとの交換や課金（アメゴールドと交換）で入手することができる。

### おやつ
さまざまな種類のプリンをマイブーシュカに与える機能。これによってブーシュカの機嫌が良くなったり、新しい「技」を覚えたりすることがある。プリンはマイブーシュカをいじる際に得られるほか、「いじり」で累積したポイントとの交換や課金で入手することができる。但し、他のブーシュカに与えることはできない。なお、モグと異なり与える数に制限はない。プリンの種類によっては「技」を覚えることが容易になることがある。

### えづけ
他のブーシュカに餌を与える機能。餌には他のブーシュカをいじることで低頻度に得られる「おにぎり」のほか、他のブーシュカをいじるか、あるいは累積したポイントとの交換や課金で入手することのできる「ごはん」・「丼」等があり、文字どおりのご飯ものや菓子・果物類であることが多い。「おにぎり」は他のブーシュカに任意で与えることができるが、後述の性格変更に影響してくる。「ごはん」・「丼」等は通常のゲーム時では他のブーシュカに対するあいさつ程度の意味合いしか持たないが、後述のえづけバトルなどでは種類によって高い点数がつくなど強い意味を持つことになる。「おやつ」同様に与える数に制限はない。また、「えづけ」を行うことで「技」を覚えることもある。「えづけ」については受け付けないようにする設定も可能である。

## 衣装・飾り付け
ブーシュカに何も着せないままプレーすることも可能であるが、ゲームを進むにつれて衣服や帽子などの衣装（や持ち物）が順次付与される。ブーシュカ自体は画一的なデザインであるので、衣装を身に着けることで見た目が改善されるほか、ブーシュカ同士を識別する意味合いを持つことになる。衣装は無料で付与されるものと、課金で購入するもの、「ポチャ」と呼ばれるくじ引きで入手することができるものの3種類に分かれる。なお、後述の「えつけバトル」では「ポチャ」で入手した衣装を身に着けることがしばしば重要となることがある。また、ブーシュカの部屋には初期の段階では床張りがされている以外何もないが、課金して購入するなどして壁紙を飾ることもできる。

## 技
ブーシュカはいじりやおやつ、えづけを行うことによって「手を振る」をはじめとする「技」を覚えることができる。2012年1月9日現在で全237件で、マイブーシュカ単独で行う「一人技」と他のブーシュカと一緒に行う「二人技」の2つに大別される。覚える数が増すごとに難易度が上昇し、技の中には特定の性格でなければ覚えられないものや「えづけバトル」に参加しなければ覚えられないものも見られる。なお、プレー中にしばしば他のブーシュカが自身のプレー画面へ遊びに来ることがあるが、その際は「フォークダンス」などの「二人技」のどれかを必ず披露し、その模様をプレーヤーはブログに記すこともできる。

## おでかけ
上記の基本的な事項の他、「おでかけ」というカテゴリーが存在する。1度につき最大20動作まで可能で、お出かけ先で花や果物を入手して、それを「シュカ男爵」をはじめとする「シュカファミリー」や他のブーシュカに渡すことでゲームが進行する。プレーヤーの任意で参加するものだが、ゲームの進行次第では賞品がもらえたり、あるいは他のブーシュカと交流するきっかけとなったりするなどの利点がある。なお、えづけやおやつと同様に課金を要するアイテムも存在する。

## イベント
ブーシュカでは下記のイベントが開催されている。
えづけバトル
「ブーシュカの顔」とも言えるイベントである。チームを作る、あるいは加入して、チーム毎・チーム間の最高得点を競うイベント。参加についてはプレーヤーの任意による。獲得点数に応じて壁紙や衣装などの賞品が付与されるほか、主に全体の上位入賞者には、特別な賞品が用意されている。概ね数日～10日間の開催で、チームには20人までが参加でき、一度加入すると、大会終了まで加入を取り消す事が出来ない。また、既に最大人数に達した場合は、追加の加入申請・受付はできない。他のブーシュカにえづけを行ったり、あるいはマイブーシュカにおやつを与えることによって点数が加算される。えづけに当たっては点数を多くとることのできる「ごはん」や「丼」などが予め指定されていて、概ね10個あたり2400ポイント、あるいは200アメG（210円）程度を要する。これを適量入手するためにプレーヤーはマイブーシュカをいじってポイントを蓄積するか、課金して購入する必要が生じてくる。通常は1回のえづけで最大20点程度となるが、「ポチャ」の衣装を身に付けていると点数が加算されることもある。また、イベントによってはいじりアイテムで他のブーシュカをいじることがポイントになるものも存在する。
2011年9月にルール改正が行われ、獲得点数に比例して賞品を付与する方法を改め、主催者側が指定するえづけアイテムのえづけ（あるいはいじりアイテムによるいじり）による「くじ引き」の要素（えづけやいじりを行うことで別のアイテムが当たることがあり、そのアイテムの累積数等をポイントとする）が追加され、その結果獲得されるポイントにより主要な賞品が付与されるようになった。このため、2011年9月以降のえづけバトルでは単純に点数を獲得することよりも主催者側の指定するえづけアイテムをいかに多くえづける（又はいじりアイテムでいかに多くいじる）かが重要となっている。
2011年8月までは月に2～3回の開催で、次のバトル開催まで概ね1週間程度のインターバルを設けており、その間はフェスティバルを開催していたが、9月からはフェスティバルに代わる形でほぼ常時の開催となっている。
フェスティバル
概ね「えづけバトル」の合間に行われる「おでかけ」のイベント。シュカファミリーや他のブーシュカと一緒に食料品を製造し、点数を競う。えづけバトルのようなチーム制ではない。獲得点数に応じて壁紙や衣装などの賞品が付与されるのは同様である。なお、2011年9月から同イベントは開催されていない。

## 主なアイテム・用語等
たべもの
- おやつ（プリン多数、通常時は数種類で、うち2種類はマイブーシュカのいじり時にも入手可能、「えづけバトル」時でなければ入手できないものが多い）
- えづけ
  - ごはん・丼等（多数存在。通常時は数種類で、うち2種類は他のブーシュカのいじり時に入手可能、「えづけバトル」時でなければ入手できないものが多い）
  - おにぎり（3種類存在。他のブーシュカのいじり時のみ入手可能、任意に与えることができるが、ブーシュカの性格に影響する。）

いじり
通常の手でいじることの他、ブラシや鉛筆といったアイテムあり。
きせかえ
- きぐるみ（人物や動物など、課金アイテムで約30種類、ほかﾎﾟﾁｬアイテムなど多数）
- 頭（帽子やリボンなど、課金アイテムで約90種類、ほかゲーム進行時に付与されるものなど多数）
- 洋服（課金アイテムで約130種類など多数）
- 右手・左手（課金アイテムで約120種類など多数）
- 部屋（壁紙とも、課金アイテムで約30種類など多数）

ポチャ
上記の「きせかえ」アイテムが当たるガチャで、テーマを決めて実施。当たるアイテムは9種類であることが多く、重複して同じアイテムが当たることはあるが外れはない。当たるのはポチャ固有のアイテムで通常の課金アイテムとして購入することはできない。1回あたり200アメG（210円）程度を要するが初回だけは無料で引くことができる。ほか、後述のカードめくりで「ポチャコイン」をあてるとコインの数だけ無料で引くことができる。「えづけバトル」と連動して各種のポチャが開催されることが多く、所定のポチャアイテムを身に着けていると従来にえづけに点数が加算されることがある。開催期間は概ね2か月程度であったが、2011年秋頃から20日程度に短縮されている。
カードめくり
毎週火曜日と木曜日に実施され、マイブーシュカのいじり時に出現することがある。4枚のカードから1枚を引くとポチャコインをはじめ、たべもの（おやつ、ごはん）、いじりの道具が当たることがある。なお、どの賞品が当たるかは事前に示される。
性格
ブーシュカには性格があり、見た目の行動や表情には影響しないが、覚える技等に影響がある。性格は数種類あるが、プレー開始時にマイブーシュカを選ぶことで選択できる他、おにぎりを所定の数えづけてもらうことで後から変更することができる。なお、性格変更に当たっては事前に表示があり、プレーヤーはこれを拒否できるほか、特定の性格に変更した際には記念の商品が付与されることがある。なお、覚える技の難易度が高くなると性格が少なからず影響することなどの事情から、当事者間の同意によらないおにぎりのえづけを嫌うプレーヤーは少なくない。
ゴキゲン
ブーシュカの機嫌を示す用語で、10段階ある。機嫌の良し悪しはブーシュカの表情や行動に顕著に反映され、いじりやたべものの量に比例して上下する。中程度までは他のプレーヤーによる支援で改善が可能であるが、それ以上は自力でなければ改善されない。「性格」とは別のものである。